# Thiên nga bóng đêm
Eve - Thiên nga bóng đêm (tiếng Hàn: 이브; Romaja: Ibeu ; dịch nguyên văn: Eve) là một bộ phim truyền hình Hàn Quốc ra mắt vào năm 2022 với sự tham gia của Seo Ye-ji, Park Byung-eun, Yoo Sun và Lee Sang-yeob. Bộ phim được đạo diễn bởi Park Bong-seop và được khởi chiếu trên đài tvN từ ngày 16 tháng 6 năm 2022, phim được phát sóng vào thứ tư và thứ năm hàng tuần lúc 22:30 (KST).
Tại Việt Nam, bộ phim được mua bản quyền và được chiếu trên các ứng dụng xem phim như VieON, TV360, FPT Play,.....

## Tóm tắt nội dung phim
Bộ phim kể về vụ ly hôn nghìn tỷ chấn động cả nước, phía sau sự kiện ấy là một người phụ nữ đã dành 13 năm để lên kế hoạch trả thù một cách tàn bạo, chấn động giới thượng lưu giàu có bậc nhất Hàn Quốc - Lee Rael (Seo Ye-ji). Mục tiêu chính của cô là Kang Yoon-gyeom (Park Byung-eun), chủ tịch tập đoàn LY và là chồng của Han So-ra (Yoo Sun). Đồng hành cùng cô là một luật sư nhân quyền, thành viên Quốc Hội trẻ tuổi nhất Seo Eun Pyung (Lee Sang-yeob), và anh từng là một đứa trẻ mồ côi được gia đình Rael nuôi dưỡng. Sau này anh phải lòng Rael và sẵn sàng hi sinh mọi thứ cho cô. Vì chứng kiến gia đình vô tội của người bạn thời thơ ấu và tình yêu của mình bị chà đạp, Eun Pyung quyết tâm trở thành người nắm quyền lực tuyệt đối để bảo vệ người ấy.

## Diễn viên

### Diễn viên chính
- Seo Ye-ji trong vai Lee Rael (Kim Sun-bin) / Kim Ji-an trong vai Lee Rael lúc nhỏ

Lee Rael (Kim Sun-bin): Người phụ nữ 28 tuổi, cha cô là một nhà khoa học thiên tài và mẹ cô là một người phụ nữ có nhan sắc xinh đẹp. Vào mười ba năm trước, cuộc sống hạnh phúc gia đình của cô bỗng nhiên tan vỡ sau cái chết của cha cô. Do đó, cô đã bắt đầu lên kế hoạch trả thù với sự giúp đỡ của luật sư nhân quyền Seo Eun Pyung. Mục tiêu chính của cô là chủ tịch Kang Yoon-gyeom, chủ tịch hiện tại của tập đoàn LY.
- Park Byung-eun trong vai Kang Yoon-gyeom

Kang Yoon-gyeom: Chủ tịch 41 tuổi của tập đoàn LY, chồng hiện tại của Han So-ra. Anh yêu Rael và có quan hệ tình cảm với cô, nhưng anh không ngờ rằng đây là một phần trong kế hoạch trả thù của Rael cho bi kịch của gia đình cô mà gia đình anh đã chủ mưu mười ba năm trước.
- Yoo Sun trong vai Han So-ra

Han So-ra: Người vợ hiện tại 45 tuổi của Yoon-gyeom, cô là con gái duy nhất của chính trị gia quyền lực.
- Lee Sang-yeob trong vai Seo Eun Pyung

Seo Eun Pyung: Một cựu luật sư nhân quyền 38 tuổi trở thành đại biểu Quốc Hội trẻ nhất nước. Anh cũng là người đã giúp Rael rời khỏi Hàn Quốc sau thảm kịch của gia đình cô vào mười ba năm trước. Anh là một con người chính trực, sẵn sàng bỏ bất cứ điều gì vì tình yêu.

### Diễn viên phụ

#### Gia đình của Lee Rael (Kim Sun-bin)
- Lee II-hwa trong vai Jang Moon-hee: Bà là người phụ nữ đã giả làm mẹ của Rael và là đồng phạm trong âm mưu trả thù của cô.
- Lee Ha-yool trong vai Jang Jin-wook: Người chồng hết mực yêu thương con và Rael. Anh có một mối quan hệ công việc thân thiết với Kang Yoon-gyeom.
- Kim Si-woo trong vai Jang Bo-ram: Con gái của Rael và Jin-wook.
- Jo Deok-huyn trong vai Lee Tae-joon: Ông là cha của Rael và là một nhà khoa học thiên tài, người đã bị giết vào mười ba năm trước do một âm mưu thâm độc của những kẻ đứng đầu Hàn Quốc.
- Kim Jung-young trong vai Kim Jin-sook: Bà là mẹ của Rael, người luôn chăm sóc và hết mực yêu thương chồng con. Bà mất tích sau khi chồng bà qua đời

#### Gia đình của Kang Yoon-gyeom
- Park Myung-hoon trong vai Kang Si-gyeom: Anh trai của Yoon-gyeom
- Lee Se-na trong vai Yoon Soo-jung
- TBA trong vai Kang Bon-geun
- TBA trong vai thư ký của Yoon-gyeom

#### Gia đình của Han So-ra
- Jeon Kook-hwan trong vai Han Pan-ro: Cha của So-ra và là chính trị gia đứng đầu Hàn Quốc. Ông là một con người tàn nhẫn và đồi bại và là một trong những âm mưu cho cái chết của cha Rael.
- TBA trong vai Kang Da-bi: Con gái của So-ra và Yoon-gyeom
- Jung Hae-kyun trong vai Kim Jeong-chul: Tay sai trung thành của Pan-ro, ông là người đã giết cha của Rael và buộc cha cô phải chuyển nhượng lại công ty cho tập đoàn LY.
- Cha Ji-hyuk trong vai Moon Do-wan
- TBA trong vai thư ký Kim

#### Gia đình của Seo Eun Pyung
- So Hee-jung trong vai Kim Gye-young

#### Những người ở trường mẫu giáo Ryan
- Son So-mang trong vai Eun Dam-ri
- Kim Ye-eun trong vai Yeo Ji-hee
- Lee Ji-ha trong vai Chae Ri-sa

## Sản xuất và phát hành
Vào ngày 21 tháng 11 năm 2021, có thông báo rằng việc quay phim đã bắt đầu với thời gian công chiếu dự kiến vào nửa đầu năm 2022. Vào ngày 25 tháng 2 năm 2022, một tấm áp phích được phát hành và đăng lên đã cho thấy dàn diễn viên chính của phim.
Ban đầu bộ phim được dự kiến sẽ lên sóng vào 25 tháng 5 năm 2022 nhưng đã bị hoãn lại một tuần công chiếu do chất lượng của phim được nâng cao.

## Nhạc phim
| Released on June 8, 2022 | Released on June 8, 2022 | Released on June 8, 2022       | Released on June 8, 2022 | Released on June 8, 2022        |
| STT                      | Nhan đề                  | Phổ nhạc                       | Artist                   | Thời lượng                      |
| ------------------------ | ------------------------ | ------------------------------ | ------------------------ | ------------------------------- |
| 1.                       | "Hold Me Tight"          | Ha Geun-Young Very Berry Truth | Kim Ye-ji                | Ha Geun-young Lee Su-yeon Truth |
| 2.                       | "Hold Me Tight" (Inst.)  | Ha Geun-Young Very Berry Truth |                          | 4:03                            |
| Tổng thời lượng:         | Tổng thời lượng:         | Tổng thời lượng:               | Tổng thời lượng:         | 8:06                            |

## Tỷ lệ người xem
| Mùa | Mùa | Số tập | Số tập | Số tập | Số tập | Số tập | Số tập | Số tập | Số tập | Số tập | Số tập | Số tập | Số tập | Số tập | Số tập | Số tập | Số tập | Trung bình |
| Mùa | Mùa | 1      | 2      | 3      | 4      | 5      | 6      | 7      | 8      | 9      | 10     | 11     | 12     | 13     | 14     | 15     | 16     | Trung bình |
| --- | --- | ------ | ------ | ------ | ------ | ------ | ------ | ------ | ------ | ------ | ------ | ------ | ------ | ------ | ------ | ------ | ------ | ---------- |
|     | 1   | 763    | 776    | 650    | 677    | 727    | 824    | 798    | 909    | 816    | 780    | 745    | 728    | 732    | 859    | 786    | 931    | 781        |

| Tập | Ngày phát sóng   | Tỷ lệ khán giả trung bình (Nielsen Korea) | Tỷ lệ khán giả trung bình (Nielsen Korea) |
| Tập | Ngày phát sóng   | Toàn quốc                                 | Seoul                                     |
| --- | ---------------- | ----------------------------------------- | ----------------------------------------- |
| 1 | 1 tháng 6, 2022  | 3.644% (1st)                              | 3.256% (2nd)                              |
| 2 | 2 tháng 6, 2022  | 3.700% (1st)                              | 3.419% (1st)                              |
| 3 | 8 tháng 6, 2022  | 3.009% (2nd)                              | 2.872% (2nd)                              |
| 4 | 9 tháng 6, 2022  | 2.967% (2nd)                              | 2.495% (2nd)                              |
| 5 | 15 tháng 6, 2022 | 3.537% (2nd)                              | 3.971% (2nd)                              |
| 6 | 16 tháng 6, 2022 | 3.919% (2nd)                              | 3.822% (2nd)                              |
| 7 | 22 tháng 6, 2022 | 3.571% (2nd)                              | 3.599% (2nd)                              |
| 8 | 23 tháng 6, 2022 | 4.141% (2nd)                              | 4.230% (2nd)                              |
| 9 | 29 tháng 6, 2022 | 4.093% (2nd)                              | 3.985% (2nd)                              |
| 10 | 30 tháng 6, 2022 | 3.852% (2nd)                              | 3.618% (2nd)                              |
| 11 | 6 tháng 7, 2022  | 3.630% (3rd)                              | 3.469% (3rd)                              |
| 12 | 7 tháng 7, 2022  | 3.690% (3rd)                              | 3.363% (3rd)                              |
| 13 | 13 tháng 7, 2022 | 3.354% (3rd)                              | 3.342% (3rd)                              |
| 14 | 14 tháng 7, 2022 | 3.782% (3rd)                              | 3.461% (3rd)                              |
| 15 | 20 tháng 7, 2022 | 3.685% (2nd)                              | 3.681% (3rd)                              |
| 16 | 21 tháng 7, 2022 | 4.497% (2nd)                              | 4.639% (2nd)                              |
| Trung bình | Trung bình       | 3.692%                                    | 3.576%                                    |
| - Trong bảng trên, số màu xanh chỉ tỷ lệ người xem thấp nhất và số màu đỏ chỉ tỷ lệ người xem cao nhất. - Bộ phim này được phát sóng trên một kênh truyền hình cáp/truyền hình trả tiền thường có lượng khán giả tương đối nhỏ hơn so với các đài truyền hình công cộng/truyền hình miễn phí (KBS, SBS, MBC and EBS). |                  |                                           |                                           |